# Preamar
Preamar é uma série de televisão brasileira produzida pela Pindorama Filmes, que estreou em 6 de maio de 2012 pelo canal pago HBO Brasil. Série escrita por Patricia Andrade e William Vorhees e direção de Estevão Ciavatta, Anna Muylaert, Marcus Baldini, Mini Kerti, Márcia Faria e Lao de Andrade. é o primeiro projeto longo de ficção da produtora Pindorama.

## Elenco
| Ator            | Personagem           |
| --------------- | -------------------- |
| Leonardo Franco | João Ricardo Velasco |
| Hugo Bonemer    | Fred                 |
| Thiago Amaral   | Pepete               |
| Jéssika Alves   | Manu                 |
| Eliana Pittman  | Da Guia              |
| Roberto Bonfim  | Xerife               |
| Karen Junqueira | Paula                |
| Mumuzinho       | Wallace              |
| Paulo Reis      | Décio                |
| Paloma Riani    | Maria Izabel         |
| Sóstenes Vidal  | Biu                  |

### Participações especiais
| Ator              | Personagem           |
| ----------------- | -------------------- |
| Igor Cosso        | Gustavo              |
| Allan Souza Lima  | Rai                  |
| Thaíssa Carvalho  | Mariana              |
| Sandro Rocha      | Tchelo               |
| Patrícia Elizardo | Patrícia             |
| Dudu Nobre        | Nelson               |
| Rui Rezende       | Nonato               |
| Eduardo Fraga     | Fiscal da Prefeitura |
| Osvaldo Mil       | Diretoria            |
| Maga Cavalcante   | Cícera               |
| Pollyanna Rocha   | Luana                |
| Laura Prado       | Pri                  |
| Otto Jr.          | Sócio                |